# Містер Мерседес
«Містер Мерседес» (англ. Mr. Mercedes) — роман американського письменника Стівена Кінга, перша книга трилогії, про що 10 червня 2014 автор повідомив у своєму офіційному Twitter-акаунті. Книга розповідає історію відставного поліцейського, який після виходу на пенсію намагається докопатися до істини в нерозкритому злочині, який вчинив водій «Мерседеса». У самий розпал слідства злочинець втягує екс-поліцейського у небезпечну гру, яка призводить до непередбачуваних наслідків для всіх учасників пригоди.
Роман опублікований 3 червня 2014 видавництвом Scribner. Українською вийшов у вересні 2014 в перекладі Олександра Красюка у Книжковому клубі «Клуб сімейного дозвілля».

## Персонажі
- Керміт Вільям (Білл) Ходжес — Поліцейський, який пішов у відставку після того, як чоловік на мерседесі врізався у натовп. Потім злочинець надіслав йому листа з попередженням, що може вчинити щось масштабніше. Ходжес береться за розслідування з допомогою Джерома Робінсона. Далі знайомиться з Джаннет Паттерсон, сестрою Олівії Трелоні, і в нього появляються з нею стосунки. Помирає від інсульту мати Джаннет і на похороні Ходжес знайомиться з її кузиною Холлі, яка теж приєднується до розслідування після того, як гине Джаннель. Ходжес винить себе у тому, що сталося. За допомогою комп'ютера Олівії він викриває вбивцю та передбачає його плани і хоче його зупинити але не встигає через Серцевий напад. Після паралічу він дізнається, що тисячі підлітків врятували Джером і Холлі.
- Брейді Хартсфілд — злочинець, винуватець злочину на мерседесі, працює в Дискаунт Електронікс, підробляючи продавцем морозива, живе з мамою алкоголічкою. Надсилає Ходжесу листа з метою, щоб той вчинив самогубство але бачить, що Ходжес не проковтнув наживку і готує отруєний фарш собаці Джерома. Фарш з'їдає мати Брейді і вона помирає. Брейді ховає її труп та винуватить у смерті матері Ходжеса, тому Брейді підкидає в машину Ходжеса вибухівку і гине замість нього Джаннет Паттерсон. Брейді тікає з дому, наймає номер в мотелі та готує вибух на дитячому концерті. Коли Брейді збирався підірвати людей, його зупиняють Джером та Холлі, далі Брейді відправляють в лікарню де він і залишається з очередною травмою на голові.
- Джером Робінсон — сусід Ходжеса, який приєднується до слідства, допомагаючи Ходжесу по комп'ютеру та зупиняє Брейді скоїти злочин.
- Холлі Джібні — кузина Джаннет Паттерсон, після загибелі родички вона приєднується до Ходжеса. Розблоковує комп'ютер Олівії та з Джеромом зупиняє Брейді.
- Джаннет Паттерсон — сестра Олівії Трелоні, після знайомства з Ходжесом у них з'являються романтичні стосунки та вони разом ведуть слідство. Сідає у машину Ходжеса де її підриває Брейді.
- Олівія Трелоні — Власниця Мерседесу із психічними розладами, після бійні з мерседесом її тривалий час тероризує Брейді, після чого вона робить самогубство.
- Дебора Енн Хартсфілд — мати Брейді, часто випиває. Гине отруївшись отрутою для собаки Джерома, після чого помирає.
- Міс Мельбурн — сусідка Ходжеса
- Генрі Джібні — батько Холлі
- Шарлотта Джібні — мати Холлі
- Ентоні Фробішер — менеджер Брейді
- Фредді Лінклаттер — лесбійка, працює на роботі з Брейді
- Барбара Робінсон — молодша сестра Джерома
- Піт Гантлі — колишній напарник Ходжеса

## Сюжет
Дія роману відбувається між двома особами: Відставний поліцейський Білл Ходжес, який вийшов на пенсію після вбивства 8 людей, котрі загинули тоді коли невідомий вкрав мерседес і наїхав у натовп…
Друга особа Берейді Хартсфілд: вбивця на мерседесі, винуватець злочину, який втік від правосуддя.
Брейді надсилає Ходжесу листа і обіцяє, що помруть уже сотні. Ходжес мусить протистояти Брейді та його зупинити будь-що.

## Кіноадаптація
У травні 2014, за місяць до публікації роману, з'явилася інформація, що права на кіноадаптацію роману отримали продюсери саги «Сутінки» Марті Боуен(Marty Bowen) і Вік Годфрі(Wyck Godfrey).

## Цікаво
- На створення роману Стівена Кінга надихнув реальний випадок: жінка не впоралася з управлінням автомобілем і врізалася в «Макдональдс». У «Містері Мерседес» письменник вже не вперше звертається до «автомобільної» теми. У 1982 році вийшов його роман «Крістіна», де йшлося про стареньку машину «Plymouth Fury», яка поводиться як жінка. В процесі розвитку подій Крістіна — саме так зве свій автомобіль хазяїн — починає вбивати дівчат, до якого ревнує улюбленого водія.[5]

## Переклад українською
Вперше переклад українською з'явився у 2014 році у видавництві КСД у перекладі Олександра Красюка.